# Fruits amers
Pour plus de détails, voir Fiche technique et Distribution.
Fruits amers est un film franco-italo-yougoslave réalisé par Jacqueline Audry et Colette Audry, sorti en 1967.

## Synopsis
Soledad est membre d’un groupe dissident d’un petit état dictatorial d’Amérique du Sud. Quand elle est arrêtée et emprisonnée, sa sœur Dita obtient sa libération en s’offrant à Alfonso, le directeur de la police. Lorsque Soledad apprend que ses compagnons la soupçonnent d’avoir été libérée au prix d’une trahison, elle assassine le chef de la police pour être innocentée. 

## Fiche technique
- Titre original français : Les Fruits amers
- Titre italien : I frutti amari
- Titre serbe : Soledad
- Réalisation : Jacqueline Audry et Colette Audry
- Scénario : Colette Audry d’après sa pièce de théâtre, Soledad (1956)
- Adaptation : Jacqueline Audry, Rados Novakovic, H. Sandoz
- Dialogues : Colette Audry
- Musique : Joseph Kosma
- Photographie : Maurice Fellous
- Son : Pierre-Louis Calvet
- Décors : Veljko Despotovic
- Costumes : Jelisaveta Gobecki
- Montage : Francine Grubert
- Production : Guy Pérol, Jacques Bar
- Sociétés de production : Terra Film (France), Prodi Cinematografica (Italie), Avala Film et Bosna Film (Yougoslavie)
- Société de distribution : The Rank Organisation (1967), Gaumont (depuis 2019)
- Année de tournage : 1966
- Pays de production :  France,  Italie,  Yougoslavie
- Langue de tournage : français
- Format : couleur par Eastmancolor — 2.35:1 (Scope) — son monophonique — 35 mm
- Genre : drame
- Durée : 108 min
- Date de sortie : 
  - France : 11 janvier 1967
  - Yougoslavie : 17 novembre 1967
  - Mexique : 14 août 1969
- Affiche : Jean Mascii (France)

## Distribution
- Emmanuelle Riva : Soledad
- Laurent Terzieff : Alfonso
- Beba Loncar : Tita
- Roger Coggio : Paco
- Rik Battaglia : Sebastian